# كارول وود
كارول وود (بالإنجليزية: Carol S. Wood)‏ هي رياضياتية أمريكية، ولدت في 9 فبراير 1945.